# Romeria del Ram
Romeria del Ram és una celebració popular que té lloc al cim del Tibidabo, Barcelona. Els seus orígens arranquen el 1887, prop d’un any després de la construcció i benedicció d’una petita ermita, o més aviat capelleta, d’uns quatre metres quadrats, al cim de la muntanya, quan el jove obrer de Barcelona, Josep Bolasell, va tenir la pensada de pujar al cim el dilluns de Pasqua Granada i fer ofrena d’un ram de flors primaverals a la imatge del Sagrat Cor. Aquest fet es va anar repetint d’una manera popular els anys següents, quan grups d’obrers sortien de les esglésies dels Josepets i pujaven caminant, per camins i corriols, fins a l'ermita, tot recollint flors silvestres pel camí amb les quals feien un ram que oferien finalment al Sagrat Cor. Els camins que duien fins a dalt del cim, fins al 1888, en què es va inaugurar la prolongació de la carretera de Vallvidrera fins a l'ermita amb motiu de la visita per part de la reina María Cristina, no havien estat gaire transitables, de manera que, quan va ser construïda, va caldre que tots els materials per a l’obra hi fossin portats a lloms d’animals. Uns anys després, el 29 d’octubre de 1901, s’inaugurava el funicular fins al cim, cosa que hi facilitava encara més l’accés. La romeria del Ram, amb més o menys participació, s’ha celebrat des del 1887 amb l’única interrupció de la Guerra Civil, els anys 1937 i 1938, per bé que hi ha constància de l’aparició d’alguns rams en la data assenyalada, duts de manera anònima.